# 欧普康视
欧普康视科技股份有限公司（英語：Autek China Inc.；深交所：300595，简称：欧普康视），是中国深圳证券交易所的一家上市公司，主营业务包括眼视光产品及相关配套产品的研发、生产、销售，以及眼视光服务。
公司前身为成立于2000年的欧普有限，是由美国奥泰克公司发起设立的外商独资企业。2017年1月17日在深圳证券交易所上市。
2022年，公司实现营业收入15.25亿元，同比增长17.78%；实现净利润6.97亿元，同比增长17.76%。